# Jonathan Nasaw
Jonathan Lewis Nasaw (* 26. August 1947) ist ein Schriftsteller, dessen Romane man den Genres Horror beziehungsweise Psychothriller zuordnen kann. Er lebt in Pacific Grove, Kalifornien, USA.

## Werke
In deutscher Übersetzung sind bisher folgende seiner Romane erschienen:
E.L.-Pender-Reihe
- Die Geduld der Spinne (Originaltitel: The Girls He Adored, 2001)
- Angstspiel (Originaltitel: Fear Itself, 2003)
- Seelenesser (Originaltitel: Twenty-Seven Bones, 2004)
- Der Kuss der Schlange (Originaltitel: When she was bad, 2007)
- Der Sohn des Teufels (Originaltitel: The Boys From Santa Cruz, 2010)

James Whistler-Reihe
- Blutdurst 2005 (Originaltitel: The World on Blood, 1996)
- Reich der Schatten 2006 (Originaltitel: Shadows, 1997)

Weitere Werke
Bisher noch nicht auf Deutsch erschienene Werke:
- West of the Moon (1987)
- Shakedown Street (1993)